# Arctonoe vittata
Arctonoe vittata är en ringmaskart som först beskrevs av Grube 1855.  Arctonoe vittata ingår i släktet Arctonoe och familjen Polynoidae. Inga underarter finns listade i Catalogue of Life.